# Tresnay
Tresnay är en kommun i departementet Nièvre i regionen Bourgogne-Franche-Comté i de centrala delarna av Frankrike. Kommunen ligger i kantonen Dornes som tillhör arrondissementet Nevers. År 2022 hade Tresnay 132 invånare.

## Befolkningsutveckling
Antalet invånare i kommunen Tresnay
| Referens: INSEE |